# 萨维奥尔基区
萨维奥尔基区（俄語：район Савёлки）是莫斯科泽列诺格勒行政区的一区，面积8.12平方公里，人口36,947人。